# Пролетарская нация
Пролетарская нация — термин, используемый итальянскими интеллектуалами-националистами XX века, позже принятый итальянскими фашистами, а затем и маоистами; в сталинской теории наций использовался похожий термин «социалистическая нация». Основатель термина Энрико Коррадини, один из лидеров ANI, обозначал им итальянцев и другие нации, которые считал «продуктивными, морально сильными и склонными к смелым действиям» — по аналогии с пролетариатом, который, по мнению ANI, также воплощал в себе эти моральные качества. Коррадини, хотя не разделял ценности и цели революционных рабочих движений, таких как синдикализм, очень ценил их тактику. Коррадини хотел создать движение с той же тактикой, но противоположными целями: движение, которое выступало бы за национальную солидарность и победу в империалистической войне вместо пролетарской революции, но которое при этом бы сохраняло методы «максимальной сплочённости, концентрации сил, железной дисциплины и полнейшей беспощадности». Коррадини связывал понятие пролетариата с экономической функцией производства, утверждая, что все производители в нравственном смысле являются пролетариями (не только рабочие, но и производительные собственники и предприниматели), и тем самым обосновывал право как рабочих, так и капиталистов быть в авангарде нового движения и «новой империалистической пролетарской нации».
Концепция «пролетарской нации» была позже принята фашистами после Первой мировой войны и использовалась, чтобы переманить рабочие движения и сторонников социализма и коммунизма из рабочих на свою сторону, утверждая правильность не классовой борьбы, а борьбу между нациями, между нациями «пролетарскими» и «плутократическими». Коррадини, а за ним и Муссолини, утверждали, что итальянский империализм — «империализм бедняков», а потому экспроприация экспроприаторов должна быть направлена вовне; кроме того, «пролетарская нация» — «цивильная» нация, а потому она должна установить свой социализм на захваченных территориях, вытеснив «дикарей».
Подобный термин также использовался и маоистами. Ли Дачжао, один из основателей Коммунистической партии Китая, определял Китай в целом как пролетарскую нацию, а белые расы — как мировой правящий класс. Более поздние маоистские движения, такие как американская Maoist Internationalist Movement также использовали этот термин для обозначения угнетённых наций третьего мира и противопоставляли им буржуазные наций первого мира. В 1970-х годах Маоистская Революционная коммунистическая партия США (Revolutionary Communist Party) использовала термин «рассеянная пролетарская нация нового типа» для обозначения исключительно афроамериканцев как нации, состоящей в основном из наёмных работников и промышленных рабочих, не имеющую в себе крупную буржуазию или крестьянство, и рассеянную по территории США.
Сталинизм использовал похожее понятие «социалистическая нация», противопоставляемое нациям «капиталистическим» (к числу первых относили советский народ и нации восточного блока). Термин был закреплён в советской теории наций и сохранился и после десталинизации после XX съезда.